# L'Éducation de la Vierge (Delacroix)
Pour les articles homonymes, voir L'Éducation de la Vierge.
L'Éducation de la Vierge – ou La Leçon de lecture – est un tableau du peintre français Eugène Delacroix réalisé à l'été 1842 pendant un séjour au château de George Sand à Nohant-Vic, dans l'Indre. Cette huile sur toile est une peinture religieuse représentant l'éducation de la Vierge, un thème de l'iconographie chrétienne que l'artiste travaille à plusieurs reprises. La jeune Marie est ici montrée penchée sur un livre que sa mère Anne tient ouvert sur ses genoux alors qu'elle est assise devant des fleurs et des arbres à l'extérieur. Classée trésor national en 2002, l'œuvre entre l'année suivante dans les collections du musée national Eugène-Delacroix, à Paris.